# Управление на физическото усвояване
Управление на физическото усвояване или управление на постигнатата стойност е техника в управлението на проекти, която позволява измеримо следене на развитието в един проект. Техниката използва показатели на базата на всяко работно задание, като стойностите за всеки проект представляват сума от стойностите на компонените в него (вкл. допълнителни административни разходи).

## Величини
В тази техника се следят три основни показателя, чието развитие се следи във времето:
- планирано усвояване (или планирана стойност, англ. BCWS – Budgeted Cost of Work Scheduled) – стойността, предвидена за определено задание при планирането му.
- физическо усвояване (или постигната стойност, англ. BCWP – Budgeted Cost of Work Performed) – стойността, която е заработена при изпълнението на заданието.
- финансово усвояване (или реална цена, англ. ACWP – Actual Cost of Work Performed) – реалните пари, изразходвани за изпълнение на заданието.

Въз основа на показателите се изработват вариация на графика (SV – Schedule Variance):
{\displaystyle SV=BCWP-BCWS}
и вариация на разходите (CV – Cost Variance):
{\displaystyle CV=BCWP-ACWP}
Отрицателна стойност на някоя от тези вариации означава, че проекта изостава по съответния показател. Вариациите трябва да се гледат комплексно, защото например ако вариацията на разходите е отрицателна, а вариацита на графика положителна, това не означава непременно, че проектът има финансови проблеми. В такава ситуация правилното тълкувание може да е, че проектът е напред с графика и затова избързва и с разходите.
Вариациите са абсолютни показатели. Числата, които те показват са много силно зависими от спецификата и обема на конкретния проект. Затова се въвежда и едно друго ниво на сравнение, което показва относителния напредък на проекта по тези две измерения. Това са ключовите показатели на изпълнението – показател за изпълнението на графика (SPI – Schedule Performance Indicator):
{\displaystyle SPI={BCWP \over BCWS}}
и (CPI- Cost Performance Indicator):
{\displaystyle CPI={BCWP \over ACWP}}
В идеалния вариант тези показатели имат стойност 1, но в реалността това е непостижимо. Затова обикновено се въвеждат допустими граници на отклонение (често 10% или 15%), излизането от които е признак за ръководителя на проекта.
Практически техниката на постигнатата стойност е много информативна когато на една графика се проследи развитието във времето на основните показатели.

## Рискове
Един от основните рискове при използване на управлението на постигнатата стойност е начинът по който се образува съответния показател (BCWP). При неадекватно образуване на неговата стойност, резултатът от цялостния анализ може да загуби обективността си.